# والدین هلیکوپتری
والدین هلیکوپتری به والدینی گفته می‌شود که بیش از حد درگیر زندگی فرزندانشان هستند و اجازهٔ انجام کاری را به آن‌ها نمی‌دهند، مخصوصاً در دوران تحصیل. واژهٔ هلیکوپتر به دلیل اینکه والدین همانند هلیکوپتری بالای سر فرزندانشان پرواز می‌کنند و اعمال او را زیر نظر دارد، گذاشته شده است.

## منشأ واژه
در سال ۱۹۶۹ میلادی کتابی با عنوان «بین والدین و نوجوان» توسط «دکتر هیم ژینوت» نوشته شد که در آنجا یک نوجوان واژهٔ هلیکوپتر را به چنین والدینی تشبیه کرد که «مادرم مثل هلیکوپتر بالای سرم پرواز می‌کند» ....
از آن زمان به بعد بسیاری از مدیران کالج‌ها از این اصطلاح برای والدینی که فرزندان شان را بعد از اینکه وارد کالج شدند همچنان بسیار مراقب فرزندانشان هستند، استفاده می‌کنند.